# An Sporran Darts Club
Der An Sporran Darts Club ist ein österreichischer Steeldartsverein. Er ist der zweitälteste Dartsverein des Landes und der älteste noch existierende der Bundeshauptstadt Wien. An Sporran ist dreifacher Gewinner der österreichischen Steeldarts Vereinsmeisterschaft und somit Österreichischer Rekordmeister.

## Gründung
Der Verein wurde 1984 unter der Führung des 1. Obmannes Wilfried Adlbrecht im namensgebenden "An Sporran Pub" gegründet. Der Sporran ist ein Accessoire (die Bauchtasche) des traditionellen Kilts und An der zugehörige gälische Artikel. Bis heute tragen einige Vereinsmitglieder auf wichtigen Turnieren einen Kilt.

## Vereinsstruktur
An Sporran ist ein Mitgliederverein, der Obmann sowie alle weiteren organschaftlichen Vertreter (Schriftführer, Kassier und deren Stellvertreter) werden jeweils für den Zeitraum von einem Jahr bei der Generalversammlung von den Mitgliedern gewählt, wobei jedes Vereinsmitglied stimmberechtigt ist.
Es handelt sich bei An Sporran um einen gemeinnützigen Verein, dessen Budget sich in erster Linie aus Mitgliedsbeiträgen und freiwilligen Zuwendungen zusammensetzt. Des Weiteren wird der Verein vom ASVÖ unterstützt.
Der definierte Vereinszweck ist die Ausübung und Förderung des Dartspielens, was in erster Linie durch die Teilnahme des Clubs an den Bewerben des WDV beziehungsweise ÖDV geschieht. Ferner entsendet An Sporran des Öfteren Spieler auch zu internationalen Turnieren. Selbst veranstaltet man die wöchentliche Mickey Mouse Turnierserie, eine eigene Clubmeisterschaft (jährlich), Benefizturniere zu Gunsten des Kinderschutzzentrums "Die Möwe" und am wichtigsten, das große An Sporran Open.  Ferner versucht der Verein, den Dartsport durch Öffentlichkeitsarbeit weiter zu verbreiten, was sowohl durch Publikationen als auch durch Präsentationen auf Spielefesten und Kirtagen geschieht.

## Spielorte

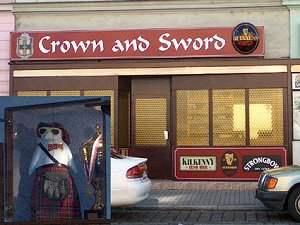
Vereinslokal des An Sporran Darts Club

Nach der Vereinsgründung im An Sporran Pub durchlebte der Verein einige schwierige Jahre mit mehreren Lokalwechseln, ehe man schlussendlich im ehemaligen Cafe Floh in der Nestroygasse für längere Zeit seine Heimstätte fand. Seit der Saison 2001/02 hat der Club sein Zuhause im Crown & Sword in der Oberen Augartenstraße im 2. Wiener Gemeindebezirk.

## Mannschaften
Der DC An Sporran nimmt derzeit mit neun Mannschaften an der Landesliga des Wiener Darts Verbandes (WDV) teil, wovon in der Saison 2025/26 zwei in der 1. Division der besten 16 Mannschaften Wiens vertreten sind. Der Sieger der 1. Division darf sich Wiener Meister nennen.
Außerdem stellt der Verein ein Team in der obersten Spielklasse der seit 2010/11 vom WDV veranstalteten Open Steeldarts League.
Neben diesen beiden Ligen veranstaltet der WDV auch den WDV-Teamcup, an dem alle Landesliga-Mannschaften des DC An Sporran teilnehmen.
Übersicht aller Mannschaften des DC An Sporran in der Saison 2024/25:
| Teamname                           | Liga                   | Division    |
| ---------------------------------- | ---------------------- | ----------- |
| An Sporran 1                       | Landesliga             | 1. Division |
| An Sporran Angels                  | Landesliga             | 1. Division |
| An Sporran C&S                     | Landesliga             | 2. Division |
| An Sporran AHG                     | Landesliga             | 2. Division |
| An Sporran De Oidn                 | Landesliga             | 2. Division |
| An Sporran Chips                   | Landesliga             | 4. Division |
| An Sporran Dart Side of the Moon 1 | Landesliga             | 4. Division |
| An Sporran 404 Double Not Found    | Landesliga             | 5. Division |
| An Sporran Dart Side of the Moon 2 | Landesliga             | 5. Division |
| AS Claymores                       | Open Steeldarts League | 1. Division |
| AS Barhocker                       | Open Steeldarts League | 2. Division |
| AS C&S DG7                         | Open Steeldarts League | 2. Division |
| AS C&S und die Chefpartie          | Open Steeldarts League | 2. Division |
| AS Rebreakers                      | Open Steeldarts League | 2. Division |
| AS Dartz 4                         | Open Steeldarts League | 3. Division |
| AS The Big Beer Theory²            | Open Steeldarts League | 4. Division |
| AS Out of the Dart                 | Open Steeldarts League | 4. Division |

## Nationale Erfolge
Seit der Saison 2000/01 konnte sich der Verein elfmal über einen Podestplatz in der Endtabelle der 1. Division freuen. Bislang gab es zwei Wiener Meistertitel für „An Sporran 1“, in den Saisonen 2002/03 und 2014/15.
Der WDV-Teamcup konnte bislang sieben Mal gewonnen werden. Außerdem wurde die WDV Open Steeldarts League dreimal durch das Team "Die Barhocker" gewonnen.
Die Ladies Challenge (letztmals 2015/16 ausgetragen), in der es um den Wiener Meistertitel der Damen ging, wurde in der Saison 2014/15 durch das Team "AS Ladies" gewonnen. Somit avancierte die Saison 2014/15 zur bislang erfolgreichsten des Vereines mit vier Titeln.
Die WDV Sommerliga wurde bisher fünfmal, in den Jahren 2013 sowie 2015–2018 gewonnen.
Der wichtigste Titel, den ein Steeldartsverein in Österreich gewinnen kann, ist die österreichische Vereinsmeisterschaft, die vom ÖDV veranstaltet wird. Hier entsenden die besten Vereine des Landes jeweils vier Herren und zwei Damen, um ihre Farben im Kampf um den österreichischen Meistertitel zu repräsentieren. Diesen Bewerb konnte An Sporran insgesamt dreizehnmal unter den ersten Drei beenden, davon dreimal auf dem ersten Platz. Damit ist der Club einer von vier Rekordmeistern Österreichs.
Übersicht der siegreichen Teams:
| St. Pölten | Roland Rihs, Ali Ghafouri, Rene Jörgensen, Thomas Sturm, Judith Walkner, Daniela Zdarskyer  | Boris Hristovski |
| 2009       |                                                                                             |                  |
| Linz       | Aaron Hardy, Gregor Walkner, Roland Rihs, Martin Neuwinger, Barbara Kuntner, Julia Egermann | Thomas Sturm     |
| 2011       |                                                                                             |                  |
| St. Pölten | Aaron Hardy, Gregor Walkner, Roland Rihs, Manuel Winter, Barbara Kuntner, Petra Hristovski  | Philip Karall    |

## An Sporran Open
Die wichtigste Veranstaltung, die der An Sporran Darts Club selbst ausrichtet, ist das jährlich stattfindende An Sporran Open. Über die Jahre hinweg wuchs es zu einem der größten und prestigeträchtigsten Steeldartsturniere in Österreich. Über 2000 Teilnehmer meldeten sich in der Geschichte des Events für dieses Turnier an, welches in den Jahren 2003–2006 unter dem Namen „Austrian An Sporran Open“  als Weltranglistenturnier ausgetragen wurde und somit das absolute Highlight des österreichischen Dartskalenders darstellte.
Nachdem der ÖDV sich im Jahre 2007 dazu entschloss, Österreichs WDF-Turnier im Sinne des Rotationsprinzips nach Kärnten zu vergeben, wurde das An Sporran Open in diesem Jahr ohne jeglichen Ranglistenstatus ausgetragen. Von 2008 bis 2019 war es ein Österreichisches Ranglistenturnier der Kategorie B. Seit der Anpassung des ÖDV Regelwerks ist es ein Turnier der Kategorie A.

Ausgetragen wird es aktuell an einem Wochenende im September mit den Doppelbewerben (Damen und Herren) am Samstag und, am wichtigsten, den Einzelbewerben (Damen, Herren und Jugend) am Sonntag.
Liste der Siegerinnen und Sieger der An Sporran Open Einzelbewerbe seit 1999:
| Jahr | Austragungsort                           | Champion Herren                | Champion Damen               |
| ---- | ---------------------------------------- | ------------------------------ | ---------------------------- |
| 1999 | Eisring Süd                              | Franz Thaler                   | Monika Schartner             |
| 2000 | Eisring Süd                              | Mensur Suljović                | Manuela Taschlmar            |
| 2001 | Eisring Süd                              | Mensur Suljović                | Monika Schartner             |
| 2002 | Eisring Süd                              | August Jost                    | Johanna Spet                 |
| 2003 | Freizone, Wiener Prater                  | Franz Thaler                   | Marion Petschenig            |
| 2004 | Freizone, Wiener Prater                  | Dietmar Burger                 | Nora Fekete (Ungarn)         |
| 2005 | Freizone, Wiener Prater                  | Anton Pein                     | Zsofia Lazar (Ungarn)        |
| 2006 | Haus der Begegnung Leopoldstadt          | Remco van Eijden (Niederlande) | Blanka Vojtkova (Tschechien) |
| 2007 | Mensa an der Wirtschaftsuniversität Wien | Ali Ghafouri                   | Sonja Tschinkowitz           |
| 2008 | Mensa an der Wirtschaftsuniversität Wien | Darren Breedon (England)       | Barbara Kuntner              |
| 2009 | Mensa an der Wirtschaftsuniversität Wien | Dietmar Burger                 | Barbara Kuntner              |
| 2010 | Mensa an der Wirtschaftsuniversität Wien | Mensur Suljović                | Barbara Kuntner              |
| 2011 | Mensa an der Wirtschaftsuniversität Wien | Aaron Hardy                    | Katrin Spitzer               |
| 2012 | Mensa an der Wirtschaftsuniversität Wien | Rowby-John Rodriguez           | Katrin Spitzer               |
| 2013 | Mensa an der Wirtschaftsuniversität Wien | Martin Kurecka                 | Eva-Maria Thaler             |
| 2014 | Schutzhaus "Zukunft", Schmelz            | Aaron Hardy                    | Manuela Brandstätter         |
| 2015 | Schutzhaus "Zukunft", Schmelz            | Dietmar Burger                 | Katrin Spitzer               |
| 2016 | Schutzhaus "Zukunft", Schmelz            | Felix Losan                    | Manuela Brandstätter         |
| 2017 | Country & Sports Club Wien Nord          | Dietmar Burger                 | Kerstin Rauscher             |
| 2018 | Country & Sports Club Wien Nord          | Aaron Hardy                    | Catalina Pasa                |
| 2019 | Country & Sports Club Wien Nord          | Hannes Schnier                 | Kerstin Rauscher             |
| 2020 | Schutzhaus am Ameisbach                  | Hannes Schnier                 | Jasmin Schnier               |
| 2021 | Schutzhaus am Ameisbach                  | Rusty-Jake Rodriguez           | Jasmin Schnier               |
| 2022 | Schutzhaus am Ameisbach                  | Dietmar Burger                 | Bianca Serloth               |
| 2023 | Schutzhaus am Ameisbach                  | Hannes Schnier                 | Christiane Muzik             |
| 2024 | Crown & Sword                            | Markus Straub                  | Tanja Messner                |

## Nationalteam
Der Österreichische Dartsverband (ÖDV) entsendet Nationalmannschaften zu vier verschiedenen großen internationalen Bewerben der World Darts Federation (WDF). Es sind dies die jährlich stattfindenden World Masters, der WDF World Cup (alle 2 Jahre), WDF Europe Cup (alle 2 Jahre) und der mittlerweile eingestellte EDC Spring Cup. Bei den drei erstgenannten Events handelt es sich um Major-Turniere der WDF.
Liste der aktuellen Spieler des DC An Sporran, welche seit dem Jahr 2000 für das österreichische Nationalteam gespielt haben:
| Turnier                                    | Ort           | Land           | Jahr |  |
| Barbara Walkner                            |               |                |      |  |
| Spring Cup                                 | Veldhoven     | Niederlande    | 2006 |  |
| Winmau World Masters                       | Bridlington   | Großbritannien | 2006 |  |
| Spring Cup                                 | Beveren       | Belgien        | 2007 |  |
| Winmau World Masters                       | Bridlington   | Großbritannien | 2007 |  |
| World Cup                                  | Rosmalen      | Niederlande    | 2007 |  |
| Spring Cup                                 | Altlengbach   | Österreich     | 2008 |  |
| Winmau World Masters                       | Bridlington   | Großbritannien | 2008 |  |
| Europe Cup                                 | Kopenhagen    | Dänemark       | 2008 |  |
| Spring Cup                                 | Schielleiten  | Österreich     | 2012 |  |
| Judith Hotes                               |               |                |      |  |
| Winmau World Masters                       | Bridlington   | Großbritannien | 2002 |  |
| Winmau World Masters                       | Bridlington   | Großbritannien | 2003 |  |
| Spring Cup                                 | Beveren       | Belgien        | 2004 |  |
| Europe Cup                                 | Tampere       | Finnland       | 2004 |  |
| Winmau World Masters                       | Bridlington   | Großbritannien | 2004 |  |
| Winmau World Masters                       | Hull          | Großbritannien | 2014 |  |
| Petra Hristovski                           |               |                |      |  |
| Spring Cup                                 | Beveren       | Belgien        | 2004 |  |
| Europe Cup                                 | Antalya       | Türkei         | 2012 |  |
| Manuela Mayer-Stark                        |               |                |      |  |
| Winmau World Masters                       | Hull          | Großbritannien | 2014 |  |
| Philip Karall                              |               |                |      |  |
| Winmau World Masters                       | Hull          | Großbritannien | 2010 |  |
| Spring Cup                                 | Mol           | Belgien        | 2011 |  |
| World Cup                                  | Castlebar     | Irland         | 2011 |  |
| Europe Cup                                 | Antalya       | Türkei         | 2012 |  |
| Marco Haban                                |               |                |      |  |
| Europe Cup Youth                           | Kirchheim     | Deutschland    | 2010 |  |
| Ernst Mertens                              |               |                |      |  |
| Winmau World Masters                       | Frimley Green | Großbritannien | 2000 |  |
| Spring Cup                                 | Basel         | Schweiz        | 2001 |  |
| Erich Masin                                |               |                |      |  |
| Spring Cup                                 | Beveren       | Belgien        | 2004 |  |
| Manuel Fischer                             |               |                |      |  |
| Winmau World Masters                       | Hull          | Großbritannien | 2015 |  |
| Marcus Haider                              |               |                |      |  |
| World Cup                                  | Esbjerg       | Dänemark       | 2023 |  |
| Freundschaftsspiel gegen Malta (Rückspiel) | Valletta      | Malta          | 2022 |  |
| Freundschaftsspiel gegen Malta (Hinspiel)  | Wien          | Österreich     | 2022 |  |
| Europe Cup                                 | Tampere       | Finnland       | 2004 |  |

Vor dem Jahr 2000 spielten von den aktuellen Mitgliedern noch Roland Rihs und Ernst Mertens zumindest einmal für Österreich.
Zu den ehemaligen Vereinsmitgliedern mit Nationalteameinsatz zählen u. a. Österreichs Aushängeschild Mensur Suljović
sowie Rekordnationalteamspieler Franz Thaler.